# رعيث
رَعِيث أو باطني الأوراق (الاسم العلمي: Endophyllum)، جنس فطريات مجهرية من فصيلة الشقرانية .أنواعه قليلة تتطفل على بعض النباتات فتؤذيها.